# Кривина (Мехединци)
За друга значења, погледајте чланак Кривина (вишезначна одредница)
Кривина (рум. Crivina) насеље је у Румунији у округу Мехединци у општини Бурила Маре. Oпштина се налази на надморској висини од 47 m.

## Становништво
Према подацима из 2013. године у насељу је живело 880 становника.

### Попис2002.
| Расподела становништва по националности 2002.: {‍ | Расподела становништва по националности 2002.: {‍ | Расподела становништва по националности 2002.: {‍ | Расподела становништва по националности 2002.: {‍ | Расподела становништва по националности 2002.: {‍ |
| ------------------------------------------------ | ------------------------------------------------ | ------------------------------------------------ | ------------------------------------------------ | ------------------------------------------------ |
|                                                  |                                                  |                                                  |                                                  |                                                  |
| Румуни                                           | Румуни                                           |                                                  | 845                                              | 96,6%                                            |
| Роми                                             | Роми                                             |                                                  | 30                                               | 3,4%                                             |